# 返回式衛星
返回式衛星指在軌道上完成任務後，有部分結構會返回地面的人造衛星。
返回式衛星最基本的用途是照相偵察。比起航空照片，衛星照片的視野更廣闊、效率更高。早期由於技術所限，必需利用底片才能拍攝高解晰度的照片，因此必需讓衛星帶同底片或用回收筒將底片送回地面進行沖灑和分析。
各個航天大國都曾利用返回式衛星作軍事偵察及國土普查用途。
現在由於可從衛星上直接傳送影像數據到地面，返回式衛星的功能又演變為進行需要回收實驗品的空間試驗室。

## 各國的返回式衛星
- 美國
  - 發現者13
  - 日冕 (卫星)
  - Lanyard
  - Gambit
  - Hexagon
- 前蘇聯
  - Orlet
- 中國
  - 返回式衛星